# Il sostituto (film statunitense 2000)
Il sostituto (The Alternate) è un film statunitense del 2000 diretto da Sam Firstenberg.

## Trama
Un rapimento del Presidente degli Stati Uniti Fallbrook diventa realtà, costringendo un uomo di nome il sostituto a salvare la situazione.